# Bambusa Kvindeligaen 2021-22
Bambusa Kvindeligaen 2021-22 var den 86. sæson af Damehåndboldligaen. Odense Håndbold var de forsvarende mestrer.
Ringkøbing Håndbold var oprykkerne fra den forgangne sæsons 1. division.
Odense Håndbold genvandt titlen, da de slog Team Esbjerg i finalerne. Holstebro Håndbold rykkede ned, da de endte på sidstepladsen i grundspillet.

## Format
Turneringen blev afviklet med et grundspil og et slutspil. I grundspillet spillede alle holdene mod hinanden ude og hjemme, og ved afslutningen heraf gik de otte bedste videre til playoff, mens det nederst placerede hold rykker direkte ned i 1. division. De resterende hold fra placeringen 9.-plads til 13.-plads, spillede nedrykningsgruppe, hvor den lavest placeret hold spillede playoff-kampe mod nummer to og tre fra 1. division, om pladser i næste års liga. Vinderne af 1. division rykkede automatisk op.
Playoffspillet for de bedste hold foregik i to puljer af fire hold, der spillede alle mod alle ude og hjemme. Efter dette afgør slutspillet DM-medaljerne, idet de to bedst placerede fra hver pulje gik videre til semifinalerne. Semifinalerne blev spillet bedst af tre kampe, og vinderne af semifinalerne gik i finalen, mens taberne spillede bronzekamp. Begge disse opgør blev ligeledes spillet bedst af tre kampe.

## Klubber
| Hold                          | Sted             | Hal                    | Kapacitet |
| ----------------------------- | ---------------- | ---------------------- | --------- |
| Holstebro Håndbold            | Holstebro        | Gråkjær Arena          | 3.000     |
| Nykøbing Falster Håndboldklub | Nykøbing Falster | Lånlet Arena           | 1.300     |
| Aarhus United                 | Aarhus           | Ceres Stadionhal       | 1.200     |
| Herning-Ikast Håndbold        | Ikast            | IBF Arena              | 2.850     |
| HH Elite                      | Horsens          | Forum Horsens          | 4.000     |
| København Håndbold            | København        | Frederiksberg-Hallerne | 1.468     |
| Ajax København                | København        | Bavnehøj-Hallen        | 1.000     |
| Ringkøbing Håndbold           | Ringkøbing       | Green Sports Arena     | 1.000     |
| Randers HK                    | Randers          | Arena Randers          | 3.000     |
| Silkeborg-Voel KFUM           | Silkeborg        | Jysk Arena             | 3.000     |
| Team Esbjerg                  | Esbjerg          | Blue Water Dokken      | 2.549     |
| Viborg HK                     | Viborg           | Vibocold Arena Viborg  | 3.000     |
| Odense Håndbold               | Odense           | Sydbank Arena Odense   | 2.256     |
| Skanderborg Håndbold          | Skanderborg      | Fælledhallen           | 1.700     |

### Personale og trøjer
| Hold                          | Direktør                   | Cheftræner         | Spilledragt producent | Hovedsponsor                                                           |
| ----------------------------- | -------------------------- | ------------------ | --------------------- | ---------------------------------------------------------------------- |
| Silkeborg-Voel KFUM           | Mikael Bak                 | Jakob Andreasen    | adidas                | Wila A/S, JYSK                                                         |
| Herning-Ikast Håndbold        | Jakob Mølgaard Christensen | Kasper Christensen | Mizuno                | Sport 24, Danspin A/S, IBF A/S, Klimahuse A/S                          |
| HH Elite                      | Jørgen Møller              | Jan Leslie         | hummel                | Badelement                                                             |
| Aarhus United                 | Mads Hyllested Winther     | Heine Eriksen      | H2O Sportswear        | Vestjysk Bank, Koncenton A/S                                           |
| København Håndbold            | Casper Porsgaard           | Claus Mogensen     | Kelme                 | Strategic Investments, GF Forsikring                                   |
| Nykøbing Falster Håndboldklub | Kennet Berlin              | Jakob Larsen       | Puma                  | Basisbank, Scandlines                                                  |
| Ringkøbing Håndbold           | Charlotte Christensen      | Jesper Holmris     | hummel                | Vestjysk Bank                                                          |
| Randers HK                    | Per Rasmussen              | Ole Bitsch         | Craft Sportswear      | Sparekassen Kronjylland                                                |
| Ajax København                | Mathias Berg               | Rasmus Poulsen     | adidas                | Det Faglige Hus                                                        |
| Skanderborg Håndbold          | Jens Christensen           | Jeppe Vestergaard  | Puma                  | AVK Danmark, Skanderborg Kommune                                       |
| Odense Håndbold               | Lars-Peter Hermansen       | Ulrik Kirkely      | Craft Sportswear      | Sydbank                                                                |
| Holstebro Håndbold            | Bjarne Jakobsen            | Pether Krautmeyer  | hummel                | HH90 Håndbold, Vestjysk Bank                                           |
| Viborg HK                     | Jørgen Hansen              | Jakob Vestergaard  | Puma SE               | Spar Nord, Peter Larsen Kaffe, Sport 24, Tefcold A/S, Back Gruppen A/S |
| Team Esbjerg                  | Hans Christian Warrer      | Jesper Jensen      | hummel                | Blue Water Shipping, Pedersen Gruppen, Skechers                        |

### Udenlandske spillere
Oversigten er opdateret til og med 21. februar 2022.
| Klub                   | Spiller 1                     | Spiller 2               | Spiller 3             | Spiller 4                 | Spiller 5           | Spiller 6                | Spiller 7      | Spiller 8              | Spiller 9     |
| ---------------------- | ----------------------------- | ----------------------- | --------------------- | ------------------------- | ------------------- | ------------------------ | -------------- | ---------------------- | ------------- |
| Team Esbjerg           | Estavana Polman               | Vilde Mortensen Ingstad | Sanna Solberg-Isaksen | Kristine Breistøl         | Marit Malm Frafjord | Henny Reistad            | Beyza Türkoğlu | Marit Røsberg Jacobsen | Dinah Eckerle |
| Odense Håndbold        | Lois Abbingh                  | Bo van Wetering         | Kelly Vollebregt      | Maren Aardahl             | Martina Thörn       | Malene Aambakk           | Larissa Nüsser | Dione Housheer         | Ayaka Ikehara |
| Herning-Ikast Håndbold | Sabine Englert                | Stine Skogrand          | Ingvild Bakkerud      | Emma Lindqvist            | Tyra Axnér          | Sonja Frey               | Vilde Johansen | Jessica Ryde           |               |
| København Håndbold     | Mikaela Mässing               | Johanna Bundsen         | Olivia Mellegård      | Sofia Hvenfelt            | Maria Hjertner      | Hanna Blomstrand         | Karoline Lund  | Melissa Petrén         |               |
| Aarhus United          | Thea Stankiewicz              | Line Ellertsen          | Nora Persson          | Katarina Bjørnskau Berens | Marielle Martinsen  | June Bøttger             |                |                        |               |
| Nykøbing Falster HK    | Johanna Westberg              | Lykke Frank             | Johanna Forsberg      | Nikita van der Vliet      | Mia Svele           | Annika Fríðheim Petersen |                |                        |               |
| HH Elite               | Nina Dano                     | Kristin Thorleifsdóttir | Emily Stang Sando     | Chana Masson              | Marija Obradović    |                          |                |                        |               |
| Ringkøbing Håndbold    | Elín Þorsteinsdóttir          | Marigona Hajdari        | Arlinda Hajdari       | Leonora Demaj             | Marit Huiberts      |                          |                |                        |               |
| Viborg HK              | Emma Friberg                  | Moa Högdahl             | Mathilde Rivas Toft   | Tonje Enkerud             |                     |                          |                |                        |               |
| Skanderborg Håndbold   | Claudia Rompen                | Rakul Wardum            | Steinunn Hansdóttir   |                           |                     |                          |                |                        |               |
| Silkeborg-Voel KFUM    | Eira Aune                     | Filippa Idéhn           |                       |                           |                     |                          |                |                        |               |
| Holstebro Håndbold     | Sara Keçeci                   | Jenny Carlson           |                       |                           |                     |                          |                |                        |               |
| Randers HK             | Pernille Brandenborg          |                         |                       |                           |                     |                          |                |                        |               |
| Ajax København         | Lív Sveinbjørnsdóttir Poulsen |                         |                       |                           |                     |                          |                |                        |               |

| Land           | Spillere |
| -------------- | -------- |
| Norge          | 23       |
| Sverige        | 19       |
| Holland        | 9        |
| Færøerne       | 4        |
| Kosovo         | 3        |
| Island         | 2        |
| Tyrkiet        | 2        |
| Tyskland       | 2        |
| Grønland       | 1        |
| Japan          | 1        |
| Serbien        | 1        |
| Østrig         | 1        |
| Brasilien      | 1        |
| Spillere i alt | 68       |

| Klub                          | Spillere |
| ----------------------------- | -------- |
| Team Esbjerg                  | 9        |
| Odense Håndbold               | 9        |
| København Håndbold            | 8        |
| Herning-Ikast Håndbold        | 8        |
| Aarhus United                 | 7        |
| Nykøbing Falster Håndboldklub | 6        |
| HH Elite                      | 5        |
| Ringkøbing Håndbold           | 5        |
| Viborg HK                     | 4        |
| Skanderborg Håndbold          | 3        |
| Silkeborg-Voel KFUM           | 2        |
| Holstebro Håndbold            | 2        |
| Randers HK                    | 1        |
| Ajax København                | 1        |

## Resultater

### Grundspil
| Pos | Hold                      | K  | V  | U | T  | M+  | M-  | MF   | P  | Kvalifikation eller nedrykning  |
| --- | ------------------------- | -- | -- | - | -- | --- | --- | ---- | -- | ------------------------------- |
| 1   | Odense Håndbold           | 26 | 25 | 0 | 1  | 817 | 606 | +211 | 50 | Avancement til Champions League |
| 2   | Team Esbjerg              | 26 | 22 | 1 | 3  | 864 | 705 | +159 | 45 | Avancement til slutspillet      |
| 3   | Herning-Ikast Håndbold    | 26 | 19 | 1 | 6  | 783 | 632 | +151 | 39 | Avancement til slutspillet      |
| 4   | Viborg HK                 | 26 | 19 | 1 | 6  | 813 | 696 | +117 | 39 | Avancement til slutspillet      |
| 5   | Nykøbing Falster Håndbold | 26 | 14 | 1 | 11 | 739 | 724 | +15  | 29 | Avancement til slutspillet      |
| 6   | Silkeborg-Voel KFUM       | 26 | 10 | 7 | 9  | 744 | 726 | +18  | 27 | Avancement til slutspillet      |
| 7   | HH Elite                  | 26 | 13 | 0 | 13 | 670 | 679 | −9   | 26 | Avancement til slutspillet      |
| 8   | København Håndbold        | 26 | 11 | 2 | 13 | 690 | 729 | −39  | 24 | Avancement til slutspillet      |
| 9   | Aarhus United             | 26 | 10 | 2 | 14 | 664 | 678 | −14  | 22 |                                 |
| 10  | Ajax København            | 26 | 7  | 2 | 17 | 631 | 744 | −113 | 16 |                                 |
| 11  | Skanderborg Håndbold      | 26 | 7  | 1 | 18 | 613 | 757 | −144 | 15 |                                 |
| 12  | Randers HK                | 26 | 6  | 2 | 18 | 658 | 723 | −65  | 14 |                                 |
| 13  | Ringkøbing Håndbold       | 26 | 6  | 0 | 20 | 673 | 783 | −110 | 12 |                                 |
| 14  | Holstebro Håndbold        | 26 | 2  | 2 | 22 | 621 | 798 | −177 | 6  | Nedrykning til 1. division      |

### Slutspil

#### Pulje 1
| Pos | Hold                          | K | V | U | T | M+  | M-  | MF  | P  | Kvalifikation |
| --- | ----------------------------- | - | - | - | - | --- | --- | --- | -- | ------------- |
| 1   | Odense Håndbold               | 6 | 6 | 0 | 0 | 190 | 153 | +37 | 14 | Semifinale    |
| 2   | Viborg HK                     | 6 | 3 | 0 | 3 | 181 | 164 | +17 | 7  | Semifinale    |
| 3   | Nykøbing Falster Håndboldklub | 6 | 3 | 0 | 3 | 165 | 176 | −11 | 6  | Elimineret    |
| 4   | København Håndbold            | 6 | 0 | 0 | 6 | 162 | 205 | −43 | 0  | Elimineret    |

Resultater
| Hjemme / Udehold    | KBH   | VHK   | ODE   | NFH   |
| ------------------- | ----- | ----- | ----- | ----- |
| København Håndbold  |       | 25–39 | 32–35 | 25–28 |
| Viborg HK           | 37–25 |       | 29–30 | 28–22 |
| Odense Håndbold     | 30–24 | 30–21 |       | 38–21 |
| Nykøbing Falster HK | 36–31 | 32-29 | 26–27 |       |

#### Pulje 2
| Pos | Hold                   | K | V | U | T | M+  | M-  | MF  | P  | Kvalifikation |
| --- | ---------------------- | - | - | - | - | --- | --- | --- | -- | ------------- |
| 1   | Team Esbjerg           | 6 | 5 | 1 | 0 | 193 | 163 | +30 | 13 | Semifinale    |
| 2   | Herning-Ikast Håndbold | 6 | 3 | 1 | 2 | 171 | 159 | +12 | 8  | Semifinale    |
| 3   | Silkeborg-Voel KFUM    | 6 | 2 | 1 | 3 | 160 | 178 | −18 | 5  | Elimineret    |
| 4   | HH Elite               | 6 | 0 | 1 | 5 | 153 | 177 | −24 | 1  | Elimineret    |

Resultater
| Hjemme / Udehold       | HER   | HOR   | ESB   | SIL   |
| ---------------------- | ----- | ----- | ----- | ----- |
| Herning-Ikast Håndbold |       | 29–27 | 28–30 | 31–21 |
| HH Elite               | 22–29 |       | 27–27 | 25–27 |
| Team Esbjerg           | 32–27 | 34–27 |       | 35–26 |
| Silkeborg-Voel KFUM    | 27–27 | 31–25 | 28–35 |       |

### Semifinaler
| Datoer  | Datoer  | Datoer  | Hjemmebane i første og tredje kamp | Hjemmebane i anden kamp | Resultater | Resultater | Resultater |
| 1. kamp | 2. kamp | 3. kamp | Hjemmebane i første og tredje kamp | Hjemmebane i anden kamp | 1. kamp    | 2. kamp    | 3. kamp    |
| ------- | ------- | ------- | ---------------------------------- | ----------------------- | ---------- | ---------- | ---------- |
| 10. maj | 18. maj | 21. maj | Odense Håndbold                    | Ikast Håndbold          | 24–31      | 30–24      | 29–23      |
| 11. maj | 18. maj | -       | Team Esbjerg                       | Viborg HK               | 31–31      | 28–29      | -          |

* Der spilledes bedst af 3 kampe. I tilfælde af pointlighed efter kamp 2, spilledes en afgørende 3. kamp.

### Bronzekmap
| Datoer  | Datoer  | Datoer  | Hjemmebane i første og tredje kamp | Hjemmebane i anden kamp | Resultater | Resultater | Resultater |
| 1. kamp | 2. kamp | 3. kamp | Hjemmebane i første og tredje kamp | Hjemmebane i anden kamp | 1. kamp    | 2. kamp    | 3. kamp    |
| ------- | ------- | ------- | ---------------------------------- | ----------------------- | ---------- | ---------- | ---------- |
| 24. maj | 28. maj | 31. maj | Ikast Håndbold                     | Viborg HK               | 33–16      | 23-24      | 29-21      |

* Der spilledes bedst af 3 kampe. I tilfælde af pointlighed efter kamp 2, spilledes en afgørende 3. kamp.

### Final
| Datoer  | Datoer  | Datoer  | Hjemmebane i første og tredje kamp | Hjemmebane i anden kamp | Resultater | Resultater | Resultater |
| 1. kamp | 2. kamp | 3. kamp | Hjemmebane i første og tredje kamp | Hjemmebane i anden kamp | 1. kamp    | 2. kamp    | 3. kamp    |
| ------- | ------- | ------- | ---------------------------------- | ----------------------- | ---------- | ---------- | ---------- |
| 24. maj | 28. maj | 31. maj | Odense Håndbold                    | Team Esbjerg            | 31–27      | 28-35      | 25-24      |

* Der spilledes bedst af 3 kampe. I tilfælde af pointlighed efter kamp 2, spilledes en afgørende 3. kamp.

## Statistik

### Top topscorere
| Nr. | Spiller                | Klub                 | Mål |
| --- | ---------------------- | -------------------- | --- |
| 1   | Mathilde Neesgaard     | Aarhus United        | 179 |
| 2   | Henny Reistad          | Team Esbjerg         | 153 |
| 3   | Kristina Jørgensen     | Viborg HK            | 147 |
| 4   | Ann Grete Nørgaard     | Silkeborg-Voel KFUM  | 143 |
| 4   | Laura Damgaard         | HH Elite             | 143 |
| 6   | Dione Housheer         | Odense Håndbold      | 134 |
| 7   | Julie Holm             | Ringkøbing Håndbold  | 121 |
| 8   | Eira Aune              | Silkeborg-Voel KFUM  | 120 |
| 8   | Melissa Petrén         | København Håndbold   | 120 |
| 10  | Sofie Bardrum          | Ajax København       | 118 |
| 10  | Emilie Ytting Pedersen | Skanderborg Håndbold | 118 |

| Nr. | Spiller            | Klub                   | Mål |
| --- | ------------------ | ---------------------- | --- |
| 1   | Henny Reistad      | Team Esbjerg           | 245 |
| 2   | Kristina Jørgensen | Viborg HK              | 213 |
| 3   | Dione Housheer     | Odense Håndbold        | 206 |
| 4   | Mathilde Neesgaard | Aarhus United          | 204 |
| 5   | Ann Grete Nørgaard | Silkeborg-Voel KFUM    | 182 |
| 6   | Laura Damgaard     | HH Elite               | 180 |
| 7   | Emma Friis         | Herning-Ikast Håndbold | 162 |
| 8   | Melissa Petrén     | København Håndbold     | 157 |
| 9   | Kristine Breistøl  | Team Esbjerg           | 153 |
| 10  | Line Haugsted      | Viborg HK              | 150 |

### Månedens spiller
| Måned     | Månedens spiller   | Månedens spiller    |
| Måned     | Spiller            | Klub                |
| --------- | ------------------ | ------------------- |
| September | Mia Rej            | Odense Håndbold     |
| Oktober   | Line Haugsted      | Viborg HK           |
| Januar    | Eira Aune          | Silkeborg-Voel KFUM |
| Februar   | Mathilde Neesgaard | Aarhus United       |
| Marts     | Henny Reistad      | Team Esbjerg        |
| April     | Kristina Jørgensen | Viborg HK           |
| Maj       | Henny Reistad      | Team Esbjerg        |

## Eksterne links
- Stilling hos Divisionsforeningen